# Cazaril-Laspènes
 Cazaril-Laspènes  là một xã thuộc tỉnh Haute-Garonne trong vùng Occitanie ở tây nam nước Pháp. Xã nằm ở khu vực có độ cao trung bình 970 mét trên mực nước biển.